# 张如岗
张如岗（1909年10月18日—1991年），男，陕西佳县木头峪王宁家山村人。中华人民共和国政治人物，中华人民共和国绥远省公安厅首任厅长、内蒙古自治区人民检察院首任检察长，第五届内蒙古自治区人大常委会副主任、内蒙古自治区政法领导小组组长。

## 生平
生于贫农家庭，祖辈几代文盲，全家族供养读了4年私塾后，考入店头镇高等小学堂，受到校长和一名教员的革命思想和共产党主张的宣传，传阅《新青年》、《每周评论》，被推选为校学生自治会副主席。1926年下半年，受组织派遣，和张达志(后任军委炮兵司令员)、张俊贤(后任宁夏人大常委会副主任)等回家乡宣传革命，组织农民协会。1927年4月5日由葭县教育局长杜嗣尧和高锡爵介绍加入中国共产党。1936年10月，派到神府特区任保卫局侦察部长，从此转入公安、保卫、情报工作。侦察部主要负责对敌斗争工作，执行“打进去，拉出来”的工作方针，了解敌情，为特委及时提供敌方情况的报告。
1937年冬，神府特区苏维埃政府改成神府县政府。保卫局缩编为神府县政府保安科，黄正明调回延安，刘澜亭任保安科科长，张如岗任侦察股长，党内任保安科党总支书记，分管警卫队，主要做隐蔽侦察工作。1937年11月回葭县任县委除奸部长。1939年3月调任绥德县委执行委员兼周家崄区委书记，公开身份是八路军留守兵团驻军代表、民运股长，抗敌后援支会副主任，公开的工作是做抗日工作，中心任务是整顿周家崄的党、团组织，使党团组织能正常地开展工作。1939年10月调任绥德特委社会部干事，社会部部长由绥德特委书记张秀山兼任，搜集了解国民党绥德专署和党部的情况。1940年3月成立了陕甘宁边区绥德专员公署，改任陕甘宁边区保安处绥德分处（处长叶运高）侦察科长，负责对绥德的顽方的侦察和机关保卫等工作，同时还担任总支书记，兼任绥德县执行委员，负责绥德县的保卫工作，直至1941年成立绥德县政府保安科为止。
1954年3月，绥远省与内蒙古自治区合并，任内蒙古自治区公安部第一副部长、内蒙古自治区公安司令部政委、内蒙古自治区委政法领导小组组长。1955年专任内蒙古自治区人民检察院检察长。文革中，被打成“黑帮”“走资派”“乌兰夫叛国集团黑干将”受到批判和冲击。1977年恢复工作，任内蒙古自治区革命委员会顾问、内蒙古自治区第五届人大常委会副主任、内蒙古自治区政法领导小组组长等职务。1984年离职休养。
第一、二届内蒙古自治区党委委员，第一、二、三、五届内蒙古自治区人大代表。
著有《陕晋蒙忆事》，远方出版社，1996年8月出版。

## 家人
- 妻子刘素梅：1942年参见革命并与张如岗结婚。科级干部离休。[3]